# Hipertiroidismo
El hipertiroidismo es una enfermedad que se caracteriza por el exceso de función de la glándula tiroides lo que provoca una hipersecreción de hormonas tiroideas (tiroxina) (T4) libre o de triyodotironina (T3) (libre, o ambas) y niveles plasmáticos anormalmente elevados de dichas hormonas. Como consecuencia aparecen síntomas tales como taquicardia, pérdida de peso, nerviosismo y temblores. En los seres humanos, las principales causas de este padecimiento son la enfermedad de Graves o bocio tóxico difuso (etiología más común con 70–80 %), el adenoma tiroideo tóxico, el bocio multinodular tóxico, la tiroiditis subaguda y los efectos de algunos medicamentos. Se diferencia de la crisis tirotóxica o tormenta tiroidea porque en esta última hay una exacerbación del hipertiroidismo, a tal grado que pone en peligro la vida del paciente, fundamentalmente por insuficiencia cardíaca. Por su parte, la tirotoxicosis engloba al hipertiroidismo y a otras enfermedades que cursan con una elevada concentración de hormonas tiroideas, causada por la glándula tiroides o no.
El diagnóstico y tratamiento adecuado del hipertiroidismo depende del reconocimiento de los signos y síntomas de la enfermedad y la determinación de la etiología. El estudio diagnóstico comienza determinando los niveles de la hormona estimulante de la tiroides (TSH). Cuando los resultados de la prueba son inciertos, la medición de la absorción de radionucleidos ayuda a distinguir entre las posibles causas. Cuando la tiroiditis es la causante, el tratamiento sintomático por lo general es suficiente porque el hipertiroidismo en este caso suele ser transitorio. La enfermedad de Graves, bocio tóxico multinodular y el adenoma tóxico puede tratarse con yodo radiactivo, medicamentos antitiroideos o cirugía. La tiroidectomía es una opción cuando otros tratamientos han fallado o están contraindicados, o cuando un bocio está causando síntomas compresivos. Algunas nuevas terapias están bajo investigación. Se debe considerar tratamientos especiales en pacientes que están embarazadas o amamantando, así como los que cursan con oftalmopatía de Graves o hipertiroidismo inducido por amiodarona.

## Fisiopatología

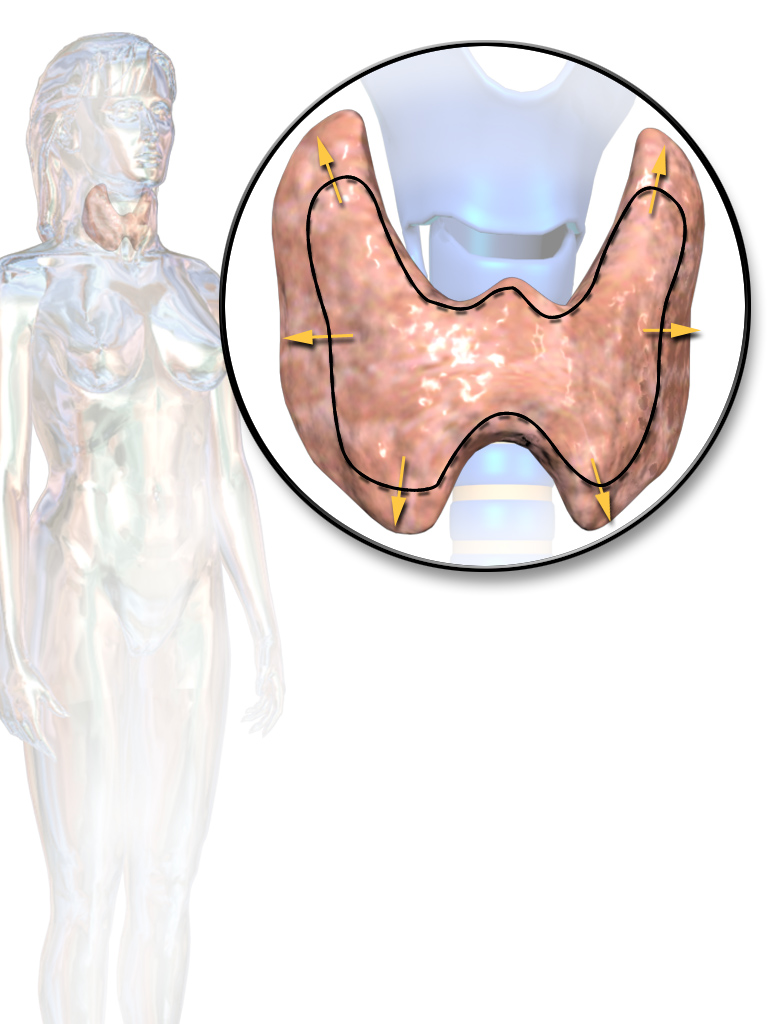
Ilustración que muestra agrandamiento de la tiroides que puede estar asociado con hipertiroidismo

El exceso de hormonas tiroideas (HT) induce un aumento global del metabolismo, con una elevación del gasto energético, de la producción de calor y consumo de oxígeno. Aumenta la síntesis proteica, pero en conjunto predomina el catabolismo sobre el anabolismo, por lo que se produce un balance nitrogenado negativo. Además aumenta la sensibilidad de los tejidos a la acción de las catecolaminas, probablemente debido a una potenciación de los receptores adrenérgicos.
Debido al efecto catabólico se produce adelgazamiento (poco notable en la polifagia). La piel se hace fina, aumenta la caída del cabello, las uñas se vuelven frágiles y tienden a separarse del lecho ungueal (uñas de Plummer).
El exceso de hormonas tiroideas produce un aumento de la motilidad intestinal por lo que aumentan el número de evacuaciones. Se sobrecarga el aparato cardiovascular debido al aumento de las necesidades tisulares de nutrientes de oxígeno, a la necesidad de disipar el exceso de calor producido y la hipersensibilidad cardíaca a las catecolaminas. Aumenta la frecuencia cardiaca y pueden aparecer arritmias. En el sistema neuromuscular el exceso de hormonas tiroideas se manifiesta con nerviosismo, irritabilidad, insomnio, trastornos mentales que pueden oscilar desde la ansiedad al delirio, temblor fino distal, hiperreflexia y debilidad de los músculos de la cintura.
A veces se produce disnea provocada por el consumo de oxígeno y por la ansiedad. Debe diferenciarse de la disnea que puede provocar un bocio voluminoso al estrechar la vía respiratoria.

## Clasificación

### Hipertiroidismo primario

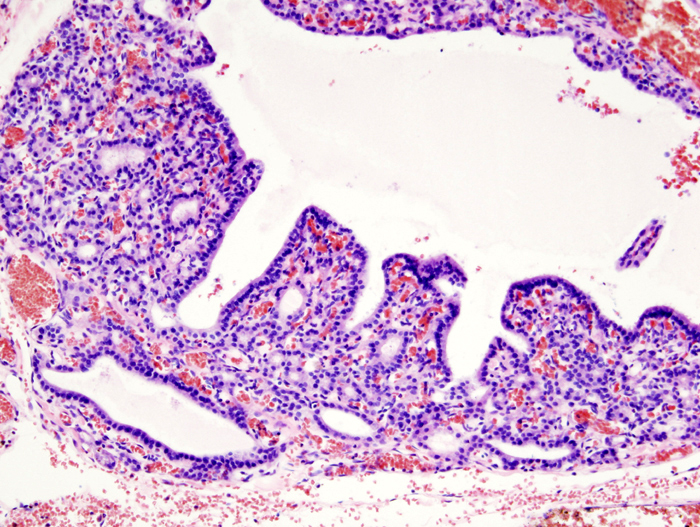
Histopatología: Nótese la hiperplasia focalizada en el epitelio del folículo. Hematoxilina-Eosina.

El exceso de HT se debe a una enfermedad primaria del tiroides, con lo que estas se elevan en sangre y suprimen la producción de TSH. Las enfermedades pueden ser:
1. Enfermedad de Graves-Basedow: se trata de una enfermedad de etiología autoinmunitaria en la que se producen inmunoglobulinas contra el receptor de la TSH que estimula la producción de HT y el crecimiento difuso del tiroides. La gammagrafía tiroidea demuestra la existencia de un bocio con captación difusa. Se desconoce qué desencadena la aparición de estos anticuerpos, aunque existe una propensión familiar. La enfermedad se manifiesta con exoftalmos, dermopatía infiltrante o mixedema pretibial.
2. Adenoma tiroideo tóxico: Es un tumor benigno del tiroides que se manifiesta como un nódulo único que produce HT en exceso. El resto de la tiroides se atrofia al suprimirse la producción de TSH, la gammagrafía tiroidea muestra la presencia de un nódulo mientras que el resto de la tiroides no capta yodo.
3. Bocio multinodular tóxico o enfermedad de Plummer: se debe a un crecimiento policlonal de células tiroideas que se manifiesta con múltiples nódulos de diferente tamaño, consistencia y actividad. La gammagrafía tiroidea muestra numerosas áreas con captación variable
4. Tiroiditis: se puede producir una tirotoxicosis por una brusca destrucción de la tiroides con la salida de las HT almacenadas a la sangre, el tiroides inflamado no capta yodo radioactivo o lo capta escasamente.
5. Hipertiroidismo inducido por yodo: enfermedad de Jod-Basedow. Aparece al administrar yodo a pacientes con bocio multinodular cuya producción de HT era baja precisamente por la falta de yodo.

### Hipertiroidismo secundario
- El hipertiroidismo secundario se produce por el exceso de TSH por adenomas hipofisiarios productores de TSH (muy infrecuente).
- El hipertiroidismo por gonadotropina coriónica aparece por tumores trofoblásticos, como el coriocarcinoma, y producen enormes cantidades de esta hormona, molecularmente emparentada con la TSH, que puede activar el receptor tiroideo normal de la TSH.
- Tirotoxicosis por secreción ectópica de hormonas tiroideas, puede verse en el rarísimo estruma ovárico (teratoma ovárico que tiene tejido tiroideo funcional).
- Tirotoxicosis por ingestión de hormonas tiroideas en exceso, por lo general, un efecto buscado por el profesional de salud, aunque puede deberse a error en la dosis o a la ingestión de hormonas tiroideas con fines manipulativos.

## Cuadro clínico
La persona por lo general tiene un aumento en el metabolismo basal, y consecuente disminución de peso, estado de gran excitabilidad, aumento de la sudoración, debilidad muscular, incapacidad para conciliar el sueño, intolerancia al calor. En muchas ocasiones se observa una protrusión de los globos oculares que se conoce como exoftalmos. El hipertiroidismo también puede ser causa de un adenoma tiroideo. Otros signos de aviso son nerviosismo, hiperactividad, inquietud, desasosiego, susceptibilidad (afectan hechos que no son importantes, ganas de llorar, cambio de carácter fácil), dolores musculares, diarrea o irritabilidad, mirada brillante, cansancio y los más frecuentes como datos clínicos: taquicardia y palpitaciones.
Las principales características clínicas de este padecimiento en los seres humanos son:
- Gastrointestinales: pérdida de peso, hiperfagia (aumento desmesurado del apetito), dolor y/o calambres intestinales, náuseas, vómitos.
- Piel y pelo: intolerancia al calor, pelo fino y quebradizo, pérdida de cabello, aumento de la pigmentación, piel caliente o enrojecida.
- Neuromusculares: fatiga, debilidad muscular, temblor fino en las manos.
- Cardiovasculares: taquicardia, palpitaciones, hipertensión sistólica, disnea de esfuerzo.
- Psicológicos: ansiedad, nerviosismo, irritabilidad, insomnio y despertar precoz, problemas de concentración, disminución del umbral del estrés.
- Sexuales/reproductivos: oligorrea o amenorrea (disminución de la cantidad de sangrado o falta total de la menstruación), disminución total o parcial de la libido.
- Oculares: exoftalmos, retracción del párpado superior, edema periorbitario, diplopía, enrojecimiento de la conjuntiva.
- Bocio (tiroides visiblemente agrandada) o nódulos tiroideos.

La semiología típica de este síndrome hormonal es variable, ya que depende del individuo que lo padece y del grado de afectación sistémica de esta patología (duración, evolución, detección precoz, etc.). En los pacientes mayores, estos síntomas clásicos podrían no presentarse y darse solo fatiga y pérdida de peso, que conduce al llamado hipertiroidismo apático. En los niños se produce un retardo de maduración ósea, por lo que tienden a ser de talla baja.
En cuanto a otros trastornos autoinmunitarios asociados a tirotoxicosis, se ha establecido una relación entre la enfermedad tiroidea y la miastenia grave. En este caso, la enfermedad tiroidea es frecuentemente una enfermedad autoinmune que aparece aproximadamente en un 5 por ciento de los pacientes con miastenia grave. Rara vez la miastenia grave mejora tras el tratamiento del hipertiroidismo, por lo que los detalles de la relación entre las dos enfermedades son todavía desconocidos. Algunas manifestaciones neurológicas a las que se atribuye una dudosa relación con la tirotoxicosis son: el pseudotumor cerebral (pseudotumor cerebri), la esclerosis lateral amiotrófica y el síndrome similar al de Guillain-Barré.

## Diagnóstico

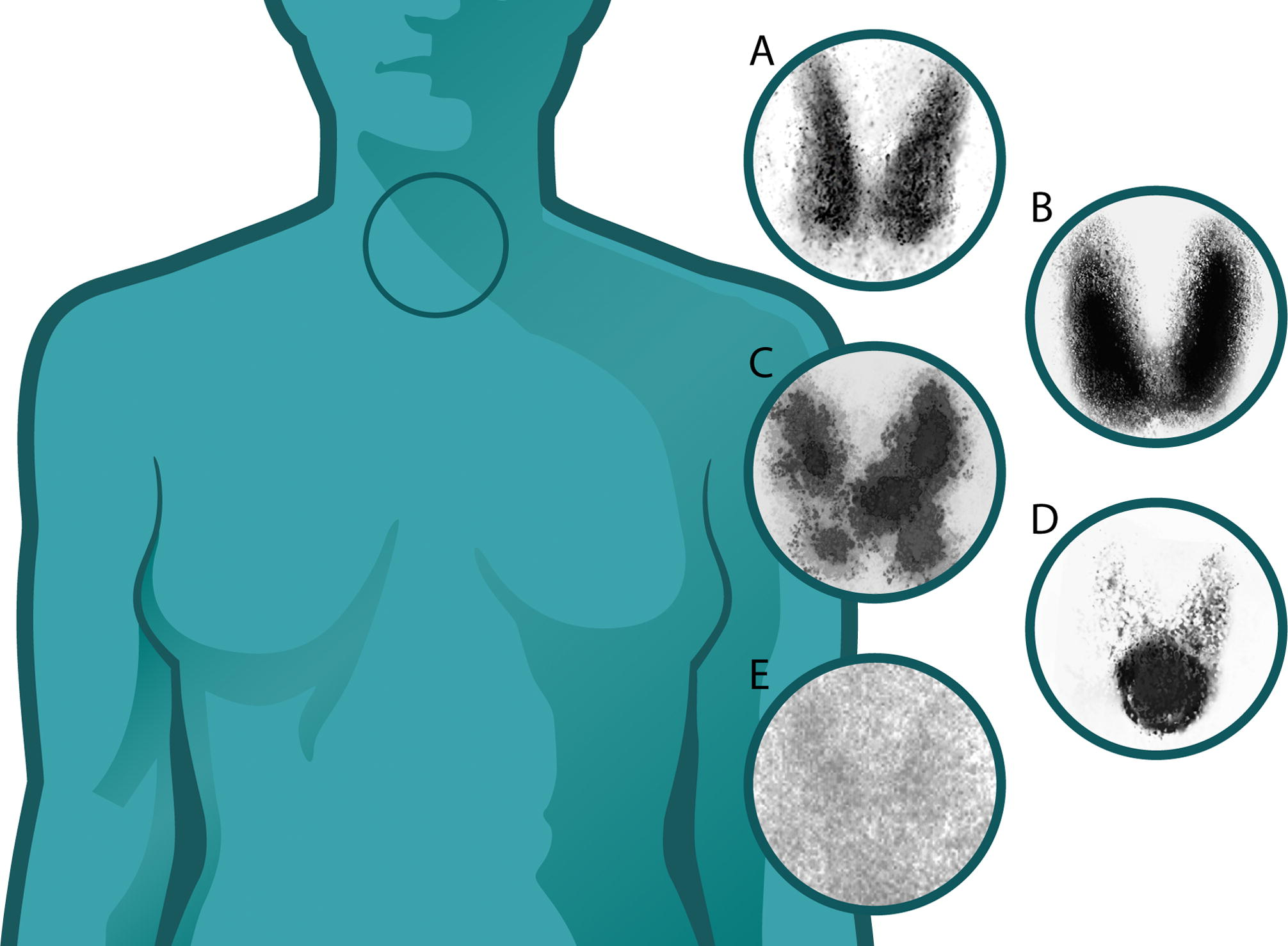
Gammagrafía tiroidea.

Se realiza a través de un análisis de sangre, midiendo los niveles de T4. Un alto nivel de esta hormona indica la presencia de hipertiroidismo (valores normales de T4: 4.5-11.2 μg/dl; y T4 libre: 0.8-1.9 ng/dl). Si el índice de sospecha es bajo, muchos doctores prefieren medir hormona estimulante de la tiroides (TSH). Si la TSH se suprime, puede haber una producción descontrolada de T4, mientras que una TSH normal generalmente descarta una enfermedad tiroidea. La medición de anticuerpos, como el anti-receptor TSH, contribuye al diagnóstico.
El hipertiroidismo por lo general es curable y solo rara vez es potencialmente mortal. Algunas de sus causas pueden desaparecer sin tratamiento.
El hipertiroidismo causado por la enfermedad de Graves generalmente empeora con el tiempo. Tiene muchas complicaciones, algunas de las cuales son graves y afectan la calidad de vida.

## Tratamiento
El tratamiento del hipertiroidismo es crucial para la prevención de complicaciones derivadas, como pueden ser enfermedades cardíacas o incluso dar lugar a una situación de altísima gravedad llamada tirotoxicosis (crisis hipertiroidea). Los posibles tratamientos de los que se dispone para esta patología son tres: cirugía, yodo radiactivo y medicación antitiroidea (tionamidas: metimazol, carbimazol y propiltiouracilo).

### Cirugía
La tiroidectomía (extirpar la glándula en su totalidad o parcialmente) es un tratamiento muy común para tratar el hipertiroidismo. Se basa en la extirpación de la fuente de producción de hormonas tiroideas con la finalidad de restablecer los valores plasmáticos normales de estas. Es una intervención sencilla y segura, aunque puede dar lugar a ciertas complicaciones por consecuencia directa de la "inhabilitación" de la glándula, pudiendo dar lugar a hipotiroidismo, o por algún error durante el procedimiento, como la extirpación accidental de las glándulas paratiroides.

### Yodo radiactivo
También se puede hacer frente utilizando diferentes métodos menos agresivos como puede ser el tratamiento con yodo radiactivo (todo dependerá del caso concreto del paciente).
El yodo radiactivo se administra oralmente (líquido o en pastillas), en una sola toma, para eliminar la glándula hiperactiva. El yodo administrado es distinto al que se usa para el examen radiológico. El tratamiento con yodo radiactivo se realiza una vez se ha confirmado el tiroides hiperfuncionante por medio de una radiografía con yodo marcado (estándar oro). El yodo radiactivo es absorbido por las células tiroideas y se destruyen. La destrucción es específica, ya que solo es absorbido por estas células, por lo que no se dañan otros órganos cercanos. Esta técnica se emplea ya desde los años 50'. No debe administrarse durante el embarazo ni tampoco durante la lactancia.
La dosis exacta es difícil de determinar, por lo que frecuentemente, debido al exceso de administración, puede desencadenarse un hipotiroidismo. Este hipotiroidismo será tratado con levotiroxina, que es la hormona tiroidea sintética.

### Medicamentos
Los fármacos no son utilizados para su tratamiento y en su contra  son los denominados fármacos antitiroideos, los cuales bloquean la acción de la glándula tiroides y, por consiguiente, impiden la producción de hormonas tiroideas. Dentro de este grupo de medicamentos, los que principalmente se utilizan son: el carbimazol, el metimazol y el propiltiouracilo. También se utilizan antagonistas de los receptores beta-adrenérgicos, como el propranolol. Otros beta bloqueantes son también útiles para controlar los síntomas, como profilaxis antes de la cirugía de tiroides o de la administración de antitroideos.
Los bloqueadores de la conversión de T3 - T4 producen una rápida disminución de los niveles circulantes de las hormonas tiroideas, antes de la intervención quirúrgica, cuando otros medicamentos son ineficaces o están contraindicados, durante el embarazo cuando los medicamentos antitiroideos no sean tolerados; con fármacos antitiroideos para el tratamiento del hipertiroidismo inducido por amiodarona.

## En otras especies
En veterinaria, el hipertiroidismo es una de las enfermedades endocrinas más comunes, que afecta principalmente a los gatos domésticos más viejos. Esta enfermedad comenzó a reportarse en los años setenta.
En los gatos, casi siempre es causado por un adenoma tiroideo benigno.
Los síntomas característicos son: repentina pérdida de peso, ritmo cardiaco acelerado (taquicardia), vómito, diarrea, aumento en el consumo de agua y orina abundante.
La cirugía no es una opción recurrente en casos de hipertiroidismo felino. Un tratamiento radiactivo o metimazol es lo recomendable para tratar los síntomas.